# Ante Kovačević
Ante Kovačević  (1894. – 1975.), bio je hrvatski književnik, po struci učitelj. Rodom je iz Smiljana.
Potomak je kneza vinjeračkog Dujma Kovačevića, koji je s rodonačelnikom uglednog plemićkog roda Rukavina Vidovgradskih Jerkom Rukavinom poveo 1683. u seobu Hrvate u Bag, a 1686. u Liku. Kovačević se smjestio u Smiljan, a Ante Kovačević potječe od te obitelji.
Napisao je djela:
- Jezuitska propaganda u Hrvatskoj: (rieč hrvatskome narodu), 1900. pod pseudonimom Hrvatko Hrvatović
- Obrazovanje karaktera, 1923.
- Jovan Cvijić i naša nacionalna psihologija, 1924.
- Seksualno uzgajanje: povodom prevodne literature o tom predmetu, 1924.
- Što čitaju naši mlađi, 1927.
- Nekoje misli o savremenom uzgajanju učitelja, 1928.
- Ideali naše omladine: savremeni psihološki dokumenat, 1929.
- Narodna duša: satire i humoreske, Matica hrvatska, 1930.
- Naši ljudi: satire i humoreske, Matica hrvatska, 1932.
- Od danas do sutra, 1936.
- Lički humoristi : II, 1938.

Članke je objavio u znanstveno-pedagoškoj smotri Napredak Pedagoško-književnog zbora iz Zagreba.